# Rai HD
Rai HD (do 18 maja 2010 roku Rai Test HD) – włoska, publiczna stacja telewizyjna wysokiej rozdzielczości (HD). Właścicielem kanału jest Radiotelevisione Italiana. Wystartował 24 kwietnia 2008 roku i, aż do 18 maja 2010 roku były prowadzone jego testy.